# Bengt Holmström
Bengt Robert Holmström (født 18. april 1949 i Helsingfors) er Paul A. Samuelson Professor of Economics ved Massachusetts Institute of Technology. Han er finsk statsborger og tilhører det finlandssvenske mindretal i Finland. Han modtog i 2016 sammen med Oliver Hart Sveriges Riksbanks pris i økonomisk videnskab til minde om Alfred Nobel for sine bidrag til kontraktteori.
Holmström er uddannet ved Helsingfors Universitet og Stanford University. Han har tidligere været ansat ved Northwestern University og Yale University.
Holmström er særlig kendt for sine arbejder om incitamenter under asymmetrisk information og dermed principal-agent-problemstillinger.